# Friedrich von Dyhrn
Friedrich Leopold Hans Ernst Graf von Dyhrn (geb. 1741; gest. 26. Januar 1792) war ein preußischer Landrat.

## Herkunft und Leben

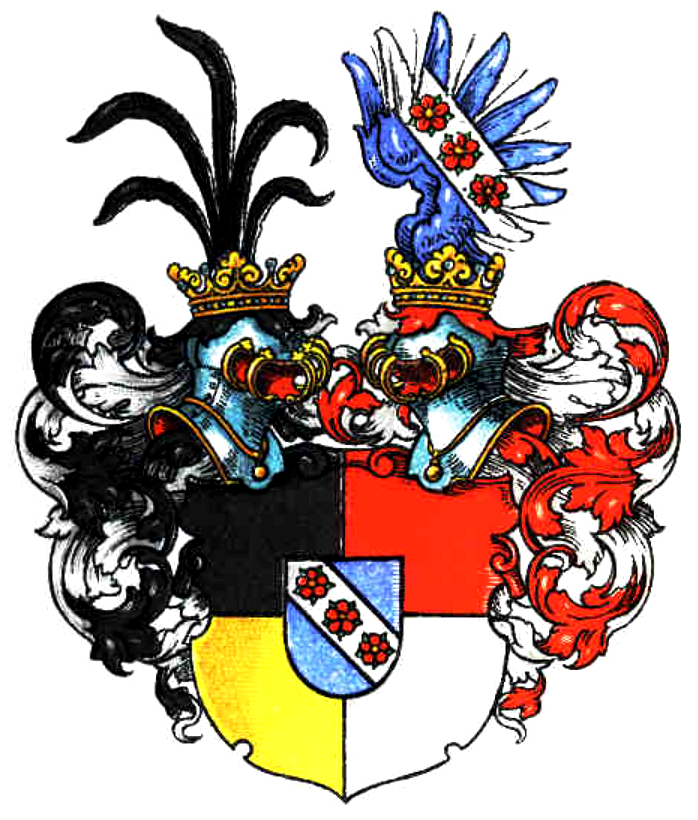
Wappen der Freiherren von Dyhern

Friedrich Leopold Hans Ernst Graf von Dyhrn war Angehöriger des preußisch-schlesischen Adelsgeschlechts Dyhrn. Er war der Sohn von Hans Friedrich von Dyhrn (* 1686), Erbherr auf Ulbersdorf im Kreis Oels. Friedrich immatrikulierte sich am 9. August 1755 an der Universität Marburg. Im Jahr 1772 wurde er Mitglied einer Loge. Mittels Ordre vom 9. August 1755 wurde er zum Nachfolger von George Ludwig von Haugwitz als Landrat des Kreises Guhrau ernannt. Das Amt als Landrat übte er bis zum Jahr 1782 aus, Nachfolger wurde Carl Ludwig Ewald von Massow.

## Persönliches
Friedrich von Dyhrn saß auf Nistiz und Klein Osten. Er war mit Anna Rosina (* 1740), geb. von Scholtz aus Breslau verheiratet.